# Slobodan Milošević
Slobodan Milošević (Servisch: Слободан Милошевић) (Požarevac, 20 augustus 1941 – Scheveningen, 11 maart 2006) was een Servisch politicus, van Montenegrijnse afkomst, die achtereenvolgens de president was van de Socialistische Republiek Servië, Servië en de Federale Republiek Joegoslavië. Hij werd door het Joegoslavië-tribunaal aangeklaagd wegens diverse oorlogsmisdaden en misdaden tegen de menselijkheid in het voormalige Joegoslavië.

## Beginjaren
Slobodan Milošević werd geboren als zoon van het Montenegrijnse paar Svetozar en Stanislava Milošević. Zijn vader volgde een orthodoxe theologische opleiding, maar hij werd nooit tot pope gewijd. Zijn brood verdiende hij als leraar Russisch en Servo-Kroatisch op een middelbare school. In 1962, toen Slobodan nog studeerde, maakte zijn vader een eind aan zijn leven door zich een kogel door het hoofd te schieten. Hij had toen al vijftien jaar geen contact meer met zijn kinderen, doordat hij inmiddels gescheiden was. In 1972 pleegde ook Slobodans moeder zelfmoord, door zich op te hangen. Het was Slobodan die het lichaam van zijn moeder vond.
In 1959 werd Slobodan Milošević lid van de Joegoslavische Communistenbond. Hij studeerde rechten in Belgrado waar hij in 1964 afstudeerde. Op de Universiteit van Belgrado ontmoette hij Ivan Stambolić.
In 1971 trouwde Milošević met Mirjana Marković, die hij al vanaf de middelbare school kende. Marković stond hem vooral ook in politiek opzicht dikwijls terzijde. Met haar kreeg hij twee kinderen, Marko en Marija.

## Opkomst
In 1984 werd Milošević partijleider van Belgrado om in 1987 partijleider van de deelstaat Servië te worden. Daarvoor diende hij wel zijn politieke mentor Ivan Stambolić op een zijspoor te zetten. Deze zou in 2000 ontvoerd worden en spoorloos verdwijnen, waarna pas in 2003 zou blijken dat hij was vermoord.
Aanvankelijk was Milošević een tegenstander van het Servische nationalisme. In 1987 bezocht hij Kosovo, nadat leden van de Servische minderheid aldaar zich beklaagd hadden over gewelddadig optreden van de provinciale, Kosovaarse (dus hoofdzakelijk etnisch Albanese) politie. Hij riep te midden van Serviërs en partijleden voor het oog van televisiecamera's uit: "Niemand mag jullie slaan!" Velen zien hierin het begin van de herleving van het nationalisme in Joegoslavië. Het was in ieder geval de eerste keer dat een voorman van de Joegoslavische Communistische Partij het opnam voor één bepaalde etnische groep. Bovendien werd in 1989 de autonome status van de provincie Kosovo opgeheven en vervangen door de noodtoestand, "vanwege de ongeregeldheden".
Op 28 juni 1989 wist Milošević, tijdens een herdenkingstoespraak van de Slag op het Merelveld tegen de Turken (1389), de nationalistische gevoelens fel aan te wakkeren. Op verscheidene plaatsen waren er steunbetogingen voor Milošević. Bijna 3 miljoen Serviërs (een derde van de bevolking van de deelrepubliek Servië) namen eraan deel. Nooit kreeg een Servisch leider zo'n massale steun. Dat jaar werd hij president van de Socialistische Republiek Servië (vanaf 1991: Servië). In 1990 verlieten de Sloveense en Kroatische leden van de federale Communistenbond het nationale Congres. De republiek Joegoslavië stond op het punt te imploderen.

## Oorlog
Slovenië verwierf zijn onafhankelijkheid relatief gemakkelijk, met weinig slachtoffers. Milošević had in het homogene Slovenië geen Servische belangen te verdedigen. Anders was het met Kroatië, daar leefden 650.000 Serviërs. Er waren bloedige gevechten in Vukovar en in de krajina's. Kroatië en Slovenië verklaarden zich in 1991 onafhankelijk. Daarna deed Bosnië en Herzegovina hetzelfde. In Kosovo lieten de (Albanese) separatisten van zich horen.

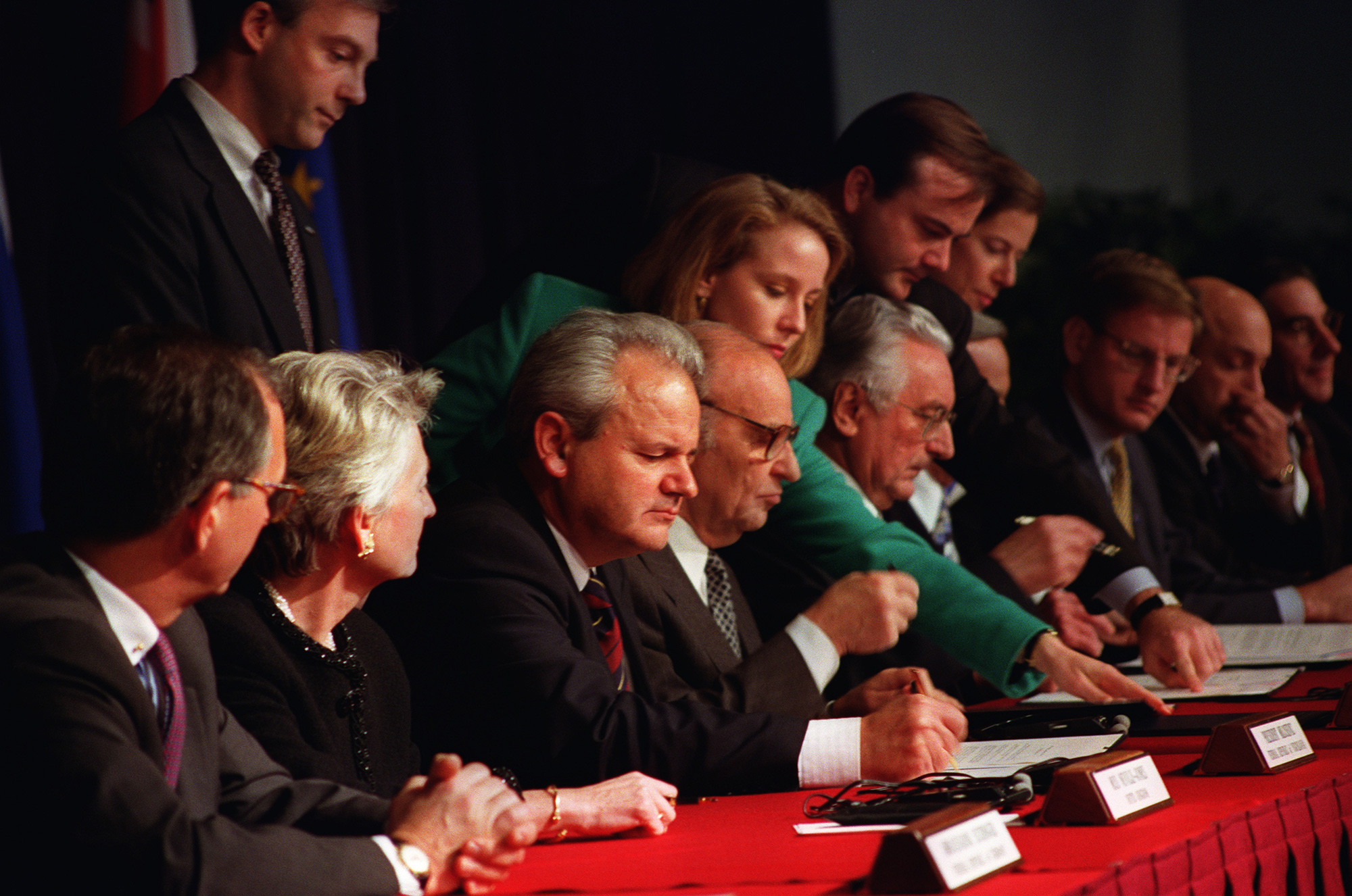
President Slobodan Milosevic, President Alija Izetbegović en President Franjo Tuđman paraferen het Verdrag van Dayton.

Dieptepunt van de regeerperiode van Milošević was de oorlog met Bosnië en Herzegovina (1992-95), met een bevolking die bestond uit 40% moslims, 32% Serviërs en 17% Kroaten. President Alija Izetbegović, een moslim, wilde een onverdeelde onafhankelijkheid van zijn deelstaat. Maar Milošević en de Kroatische president Tuđman sloten een geheim akkoord, waarbij ze afspraken maakten over de verdeling van het gebied. De uitvoering van dit plan werd voorkomen door militaire interventie van westerse troepen. Eind 1995 werd het Verdrag van Dayton gesloten.
Omdat hij niet meer herkiesbaar was liet Milošević zich uitroepen tot president van nieuw-Joegoslavië (1997) en wijzigde hij de grondwet, waarbij hij zich meer bevoegdheden toe-eigende dan voorheen. Op dat moment begon ook Montenegro tegen te sputteren en in Kosovo laaide het gewapend verzet weer op. Milošević stuurde troepen om het Kosovaars Bevrijdingsleger (UÇK) te bestrijden. Dit offensief ging gepaard met het middel van etnische zuivering dat volgens de latere tenlasteleggingen bij het Joegoslaviëtribunaal in Kroatië en Bosnië al eerder was toegepast. Binnen een jaar vielen tweeduizend doden en raakte een kwart van de totale bevolking dakloos. Tienduizenden Albanezen vluchtten.
In 1999 vonden in de omgeving van Parijs vredesonderhandelingen plaats, die resulteerden in het Akkoord van Rambouillet. Dit verdrag werd door de Kosovaren ondertekend, maar Milošević weigerde. De NAVO zou uiteindelijk, naar eigen zeggen om de burgerbevolking te beschermen, van maart tot juni 1999 luchtaanvallen uitvoeren tegen Joegoslavië.

## Ondergang
Op 27 mei 1999 werd Milošević door het Internationaal Joegoslavië-tribunaal (door de toenmalige hoofdaanklaagster Louise Arbour) in Den Haag aangeklaagd wegens oorlogsmisdaden en misdaden tegen de menselijkheid. Milošević capituleerde en Kosovo werd een internationaal protectoraat.
Milošević schreef vervroegde parlements- en presidentsverkiezingen uit (24 september 2000). Deze werden echter afgetekend gewonnen door de Democratische Oppositie van Servië (DOS). Een misrekening dus, 200.000 betogers eisten in Belgrado de erkenning van de overwinning van Vojislav Koštunica (DOS). Op 5 oktober viel uiteindelijk het Milošević-regime, het parlementsgebouw werd in brand gestoken. Op 7 oktober 2000 legde Koštunica de eed als nieuwe president af.
Het olie-embargo en vliegverbod tegen Servië werd opgeheven en het Westen beloofde steun voor de wederopbouw. De Amerikaanse regering stelde de nieuwe machthebbers een ultimatum dat op 31 maart 2001 afliep; zij eiste de arrestatie van Milošević in ruil voor verdere financiële hulp.
Op 1 april 2001 werd hij in zijn villa in Dedinje, een wijk van Belgrado, gearresteerd. Hij stond sinds 12 mei 2002 terecht voor het Joegoslaviëtribunaal in Den Haag, wegens verdenking van oorlogsmisdaden. De strafzaak tegen hem is, na zijn overlijden, op 14 maart 2006 beëindigd.

## Overlijden
Milošević overleed op zaterdag 11 maart 2006. Rond 10:00 uur werd hij gevonden op zijn bed in zijn VN-cel in het Penitentiair complex Scheveningen. Hij was toen al verscheidene uren overleden. Alhoewel ervan uitgegaan werd dat Milošević een natuurlijke dood stierf, werd zijn dood onderzocht door het Nederlands Forensisch Instituut, waarbij een patholoog uit Belgrado aanwezig was. Na dit onderzoek werd geconcludeerd dat de doodsoorzaak een hartinfarct was. Volgens het Joegoslavië-tribunaal leed de voormalige president aan een hartkwaal en had hij last van een hoge bloeddruk. Hij kreeg hier medicijnen tegen, maar deze hielpen niet. Na zijn dood werd bekend dat bij een bloedproef op 12 januari in zijn bloed rifampicine was gevonden; een medicijn tegen lepra en tuberculose dat de werking van medicijnen tegen hoge bloeddruk kan neutraliseren.
Het tribunaal had recent zijn verzoek om naar het Bakunin-instituut in Moskou te mogen afreizen voor behandeling door een medisch specialist afgewezen, aangezien men vreesde dat hij niet meer terug zou keren. Vermoed werd dat Milošević de rifampicine zelf slikte, om behandeling in Moskou af te dwingen.
Op 14 maart kwam zijn zoon Marko Milošević naar Nederland om het stoffelijk overschot van zijn vader op te halen. Hij kreeg hiervoor een visum van drie dagen. Het lichaam van Milošević werd diezelfde dag van het Nederlands Forensisch Instituut in Den Haag naar het mortuarium op Schiphol vervoerd. Ook werd die dag officieel het proces tegen hem gesloten bij het Joegoslaviëtribunaal. Op 15 maart vloog Marko met het lichaam van zijn vader naar Belgrado. Milošević werd op 18 maart 2006 aan het eind van de middag begraven op het terrein van zijn ouderlijk huis in Požarevac. Zijn vrouw en kinderen waren hierbij niet aanwezig. Tegen Milošević' vrouw liep een arrestatiebevel; de dochter boycotte de begrafenis, omdat er naar haar zin te veel een politieke manifestatie van zou zijn gemaakt.
Op 5 april 2006 maakte het Nederlandse Openbaar Ministerie bekend dat Milošević een natuurlijke dood was gestorven.

## Joegoslaviëtribunaal
Onderzoek door de openbaar aanklager van het Joegoslaviëtribunaal naar misdrijven gepleegd door Milošević in Kosovo begon in 1998. Op 24 mei 1999 werd de tenlastelegging tegen Slobodan Milošević en vier anderen door het tribunaal bevestigd. De tenlastelegging werd nog tweemaal aangepast. Hierin werd Milošević ten laste gelegd dat hij tussen 1 januari 1999 en 20 juni 1999, samen met anderen, deelgenomen heeft aan een joint criminal enterprise (JCE) welke als doel had het verdrijven van een substantieel deel van de Kosovaarse Albanezen uit Kosovo, zodat Servië de controle zou behouden over deze provincie. Dit doel van de JCE werd bereikt door het plegen van diverse oorlogsmisdrijven en misdrijven tegen de menselijkheid als deportatie, opzettelijk doden en vervolging.
Op 8 oktober 2001 werd de tenlastelegging in een tweede zaak tegen Milošević, met betrekking tot misdrijven gepleegd in Kroatië, bevestigd. Ook deze tenlastelegging werd tweemaal aangepast. Milošević werd ten laste gelegd dat hij van 1 augustus 1991 tot juni 1992, samen met anderen, heeft deelgenomen aan een joint criminal enterprise (JCE) die als doel had de meerderheid van Kroaten en andere niet-Serviërs te verwijderen van een deel van het grondgebied van Kroatië, zodat in dat gebied een nieuwe Servische staat kon worden gesticht (de Republiek van Servisch Krajina en Republiek Ragusa). Dit doel van de JCE werd bereikt door het plegen van diverse oorlogsmisdrijven en misdrijven tegen de menselijkheid als vervolging, uitroeiing, opzettelijk doden, onrechtmatige gevangenneming, marteling en vernederende behandeling.
De tenlastelegging in een derde zaak tegen Milošević, met betrekking tot misdrijven gepleegd in Bosnië en Herzegovina, werd op 22 november 2001 bevestigd. Deze tenlastelegging werd op 22 november 2002 geamendeerd. In deze tenlastelegging luidde de beschuldiging tegen Milošević dat hij van 1 augustus 1991 tot 31 december 1995, samen met anderen, deel heeft genomen aan een joint criminal enterprise (JCE) die als doel had om, onder dwang en permanent, de meerderheid van niet-Serviërs (voornamelijk Bosniakken en Bosnische Kroaten) uit grote gebieden van Bosnië en Herzegovina te verdrijven. Dit doel van de JCE werd bereikt door het plegen van genocide en diverse oorlogsmisdrijven en misdrijven tegen de menselijkheid als vervolging, uitroeiing, opzettelijk doden, onrechtmatige gevangenneming, marteling, opzettelijk veroorzaken van ernstig lijden, vernederende behandeling, deportatie, grootschalige opzettelijke en vernietiging, plundering en het aanvallen van burgerdoelen.
De rechtszaak tegen Milošević begon op 12 februari 2002. De voordracht van de zaak Kosovo door de openbaar aanklager eindigde op 11 september 2002. De voordracht van de zaken Kroatië en Bosnië en Herzegovina begon op 26 september 2002 en de openbaar aanklager eindigde de voordrachten op 25 februari 2004. Op 3 maart 2004 werd er een verzoek door de  amici curiae ingediend, waarin de rechtbank werd verzocht om de zaak van de openbaar aanklager zonder inhoudelijke behandeling te verwerpen. Het verzoek werd verworpen, wel werden enkele punten uit de tenlasteleggingen geschrapt. Het pleidooi van de verdediging – die door Milošević zelf gevoerd werd, begon op 31 augustus 2004.
Op 11 maart 2006 overleed Milošević in zijn cel in Scheveningen. Naar aanleiding van dit overlijden werd de strafzaak tegen Milošević op 14 maart 2006 beëindigd.

### Zaak-Karadžić
Op 24 maart 2016 deed het Joegoslaviëtribunaal uitspraak, in eerste aanleg, in de zaak-Karadžić. Karadžić werd onder andere ten laste gelegd dat hij tussen oktober 1991 en 30 november 1995, samen met anderen (waaronder Slobodan Milošević), deel heeft genomen aan een joint criminal enterprise (JCE) die als doel had om de Bosniakken en Bosnische Kroaten permanent te verwijderen uit door Bosnische Serviërs gecontroleerd gebied in Bosnië en Herzegovina. Dit doel moest worden bereikt door het plegen van genocide en diverse oorlogsmisdrijven en misdrijven tegen de menselijkheid. Bij de beoordeling van het tribunaal met welke andere personen Karadžić heeft deelgenomen aan deze JCE, overweegt het tribunaal ten aanzien van Milošević dat het niet overtuigd is dat er ter terechtzitting voldoende bewijs is gepresenteerd dat Slobodan Milošević heeft ingestemd met het gemeenschappelijke plan. Het tribunaal merkte onder andere op dat er vanaf maart 1992 al onenigheid heerste tussen Milošević en Karadžić en dat Milošević, tegenover internationale vertegenwoordigers, de leiders van de Servische Republiek openlijk beschuldigde van het plegen van misdrijven tegen de menselijkheid en etnische zuivering.
Naar aanleiding van deze uitspraak hebben diverse media, foutief, bericht dat het tribunaal Milošević heeft vrijgesproken. In een reactie in Al Jazeera heeft de openbaar aanklager van het Joegoslaviëtribunaal laten weten dat de aangedragen argumenten 'niet alleen misleidend, maar ook fout zijn' en dat er tijdens de terechtzitting van Milošević een immense hoeveelheid aan bewijs is aangedragen ter ondersteuning van de aanklachten van genocide, misdrijven tegen de menselijkheid en oorlogsmisdrijven tegen hem.